# Colegio Pedro Montt
El Colegio Pedro Montt, conocido también como Liceo Pedro Montt, creado como Escuela Superior de Hombres N°98 – Pedro Montt el 20 de marzo de 1920, es un establecimiento chileno de educación básica y secundaria ubicado en Valparaíso. Es administrado por la Corporación Municipal de esa ciudad.

## Historia
Se fundó como Escuela Superior de Hombres N° 98 – “Pedro Montt”, el 20 de marzo de 1920, dando luz a la recién creada Ley de Instrucción Primaria Obligatoria, que aseguraba la gratuidad de la educación primaria fiscal para toda la población e introducía la obligatoriedad de la misma. Su nombre se debe en honor al presidente Pedro Montt, que gobernó Chile entre 1906 y 1910, y que fuera el principal impulsor de la reconstrucción de la ciudad tras el terremoto de 1906. Su primer director fue Juan de la Cruz Matus.
En 1986 se fusionó con el Liceo N°5 de Hombres C-21, dando origen a la denominación de Liceo Pedro Montt.
En 2017 se propuso cambiar el nombre al de "Liceo Violeta Parra", propuesta que busca dar un homenaje a la destacada artista nacional.

## El edificio
Diseñado por el arquitecto Luis Izarnotegui y construido por la empresa Franke & Jullian entre 1918 y 1919, se destaca por su carácter monumental con una mezcla del estilo academicista, en su concepción general, y ecléctico, en su expresión formal. Posee dos plantas con una superficie de 5.201 metros cuadrados. Está emplazado justo en el corte del cerro Cárcel, por lo que se adapta a la pendiente existente gracias a un zócalo por sobre el nivel del piso. La estructura constituye uno de los principales hitos en la conformación del barrio, urbanizado gracias a la construcción del Camino Cintura. En los terrenos antiguamente existía un campo de práctica de equitación, utilizado por los vecinos acomodados del sector que en su mayoría eran alemanes, siendo denominado como "Picadero Alemán".
La buena calidad de la estructura ha hecho que se conserve pese a los movimientos sísmicos sufridos en la ciudad, por lo que se han realizado restauraciones de mantención sin intervenir el estilo original. A través de un trabajo investigativo conjunto de la institución, estudiantes de la carrera de Técnico en Restauración del instituto Duoc UC y la Corporación Municipal de Valparaíso, se logró la declaración de Monumento Histórico el 27 de junio de 2012.